# Sitzenberg-Reidling
Sitzenberg-Reidling ist eine Gemeinde mit 2458 Einwohnern (Stand 1. Jänner 2025) im Bezirk Tulln in Niederösterreich.

## Geographie
Sitzenberg-Reidling liegt am südwestlichen Rand des Tullnerfeldes etwa 180 Meter über dem Meeresniveau. Nach Westen steigt das Gemeindegebiet zu bewaldeten Höhen mit dem Korkenzieher Fuchsberg (265 m) und dem Seelackenberg (349 m, knapp außerhalb der Gemeindegrenze) und nach Süden zum Reidlingberg (325 m) an. Getrennt sind diese Höhenrücken durch den Gutenbrunner Graben. Den südlichsten Teil der Gemeinde bildet der Ort Hasendorf, der zwischen Reidlingberg und Pottschallkogel liegt.
Die Fläche der Gemeinde umfasst 22,15 Quadratkilometer. Davon sind 55 Prozent landwirtschaftliche Nutzfläche, 3 Prozent Weingärten und 30 Prozent der Fläche sind bewaldet.

### Gemeindegliederung
Das Gemeindegebiet umfasst folgende acht Ortschaften (in Klammern Einwohnerzahl Stand 1. Jänner 2025):
- Ahrenberg (156)
- Baumgarten (51) samt Neu-Baumgarten
- Eggendorf (97)
- Hasendorf (239)
- Neustift (114)
- Reidling (1060) samt Bahnhofsgebiet
- Sitzenberg (477)
- Thallern (264)

Die Gemeinde besteht aus den Katastralgemeinden Ahrenberg, Baumgarten bei Reidling, Eggendorf, Hasendorf, Reidling, Sitzenberg und Thallern.

### Nachbargemeinden
| Traismauer (PL)   | Zwentendorf an der Donau                    |            |
|                   | Kompassrose, die auf Nachbargemeinden zeigt | Atzenbrugg |
| Herzogenburg (PL) | Perschling (PL)                             |            |

## Geschichte
Der Name Reidling ist slawischen Ursprungs und stammt von Rudinica aus dem 7. oder 8. Jahrhundert.
Die erste schriftliche Erwähnung erfolgte im Jahr 1125. In einer Urkunde des Stiftes Sankt Florian wird ein Sigahart de Sicinberch (Sitzenberg) genannt. Dieser war vermutlich der Namensgeber der Burg Sitzenberg. Im 16. Jahrhundert wurde die auf einem isolierten Bergkegel am Rande des Tullnerfeldes liegende Burg von Christoph Greiss von Wald zu einem Renaissanceschloss umgebaut. Dieses wurde 1945 stark zerstört, 1954 vom Land Niederösterreich erworben und restauriert. Seither ist die Bundeslehranstalt für landwirtschaftliche Frauenberufe darin untergebracht.

### Einwohnerentwicklung
| Sitzenberg-Reidling: Einwohnerzahlen von 1869 bis 2025 | Sitzenberg-Reidling: Einwohnerzahlen von 1869 bis 2025 | Sitzenberg-Reidling: Einwohnerzahlen von 1869 bis 2025 | Sitzenberg-Reidling: Einwohnerzahlen von 1869 bis 2025 | Sitzenberg-Reidling: Einwohnerzahlen von 1869 bis 2025 |
| ------------------------------------------------------ | ------------------------------------------------------ | ------------------------------------------------------ | ------------------------------------------------------ | ------------------------------------------------------ |
| Jahr                                                   |                                                        |                                                        |                                                        | Einwohner                                              |
| 1869                                                   | 1869                                                   |                                                        | 1.448                                                  | 1.448                                                  |
| 1880                                                   | 1880                                                   |                                                        | 1.621                                                  | 1.621                                                  |
| 1890                                                   | 1890                                                   |                                                        | 1.548                                                  | 1.548                                                  |
| 1900                                                   | 1900                                                   |                                                        | 1.546                                                  | 1.546                                                  |
| 1910                                                   | 1910                                                   |                                                        | 1.628                                                  | 1.628                                                  |
| 1923                                                   | 1923                                                   |                                                        | 1.754                                                  | 1.754                                                  |
| 1934                                                   | 1934                                                   |                                                        | 1.651                                                  | 1.651                                                  |
| 1939                                                   | 1939                                                   |                                                        | 1.604                                                  | 1.604                                                  |
| 1951                                                   | 1951                                                   |                                                        | 1.625                                                  | 1.625                                                  |
| 1961                                                   | 1961                                                   |                                                        | 1.610                                                  | 1.610                                                  |
| 1971                                                   | 1971                                                   |                                                        | 1.649                                                  | 1.649                                                  |
| 1981                                                   | 1981                                                   |                                                        | 1.732                                                  | 1.732                                                  |
| 1991                                                   | 1991                                                   |                                                        | 1.701                                                  | 1.701                                                  |
| 2001                                                   | 2001                                                   |                                                        | 1.921                                                  | 1.921                                                  |
| 2011                                                   | 2011                                                   |                                                        | 2.030                                                  | 2.030                                                  |
| 2021                                                   | 2021                                                   |                                                        | 2.397                                                  | 2.397                                                  |
| 2025                                                   | 2025                                                   |                                                        | 2.458                                                  | 2.458                                                  |
| Quelle(n): Statistik Austria, Gebietsstand 1.1.2021    |                                                        |                                                        |                                                        |                                                        |

## Kultur und Sehenswürdigkeiten
- Schloss Sitzenberg

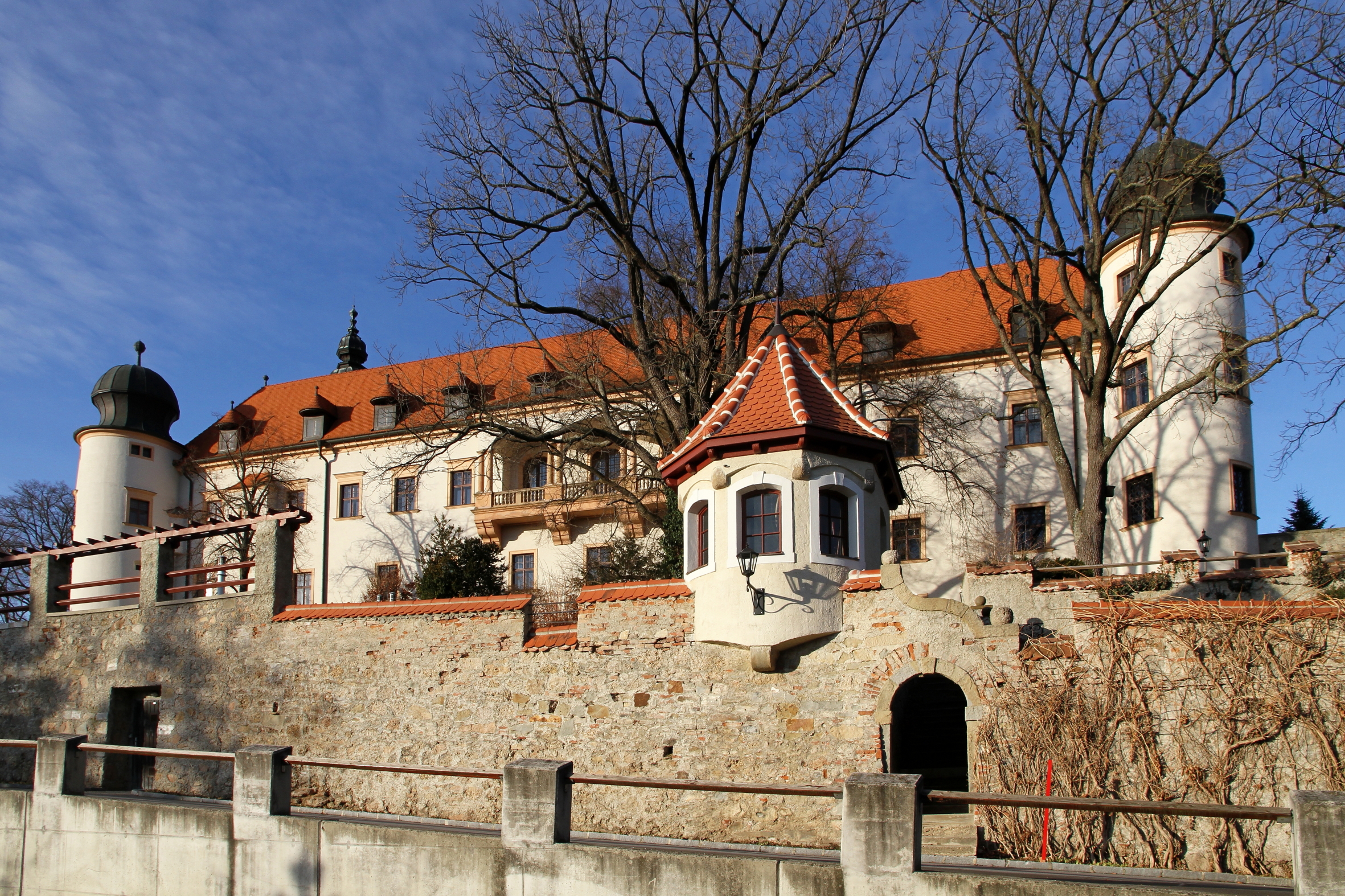
Schloss Sitzenberg

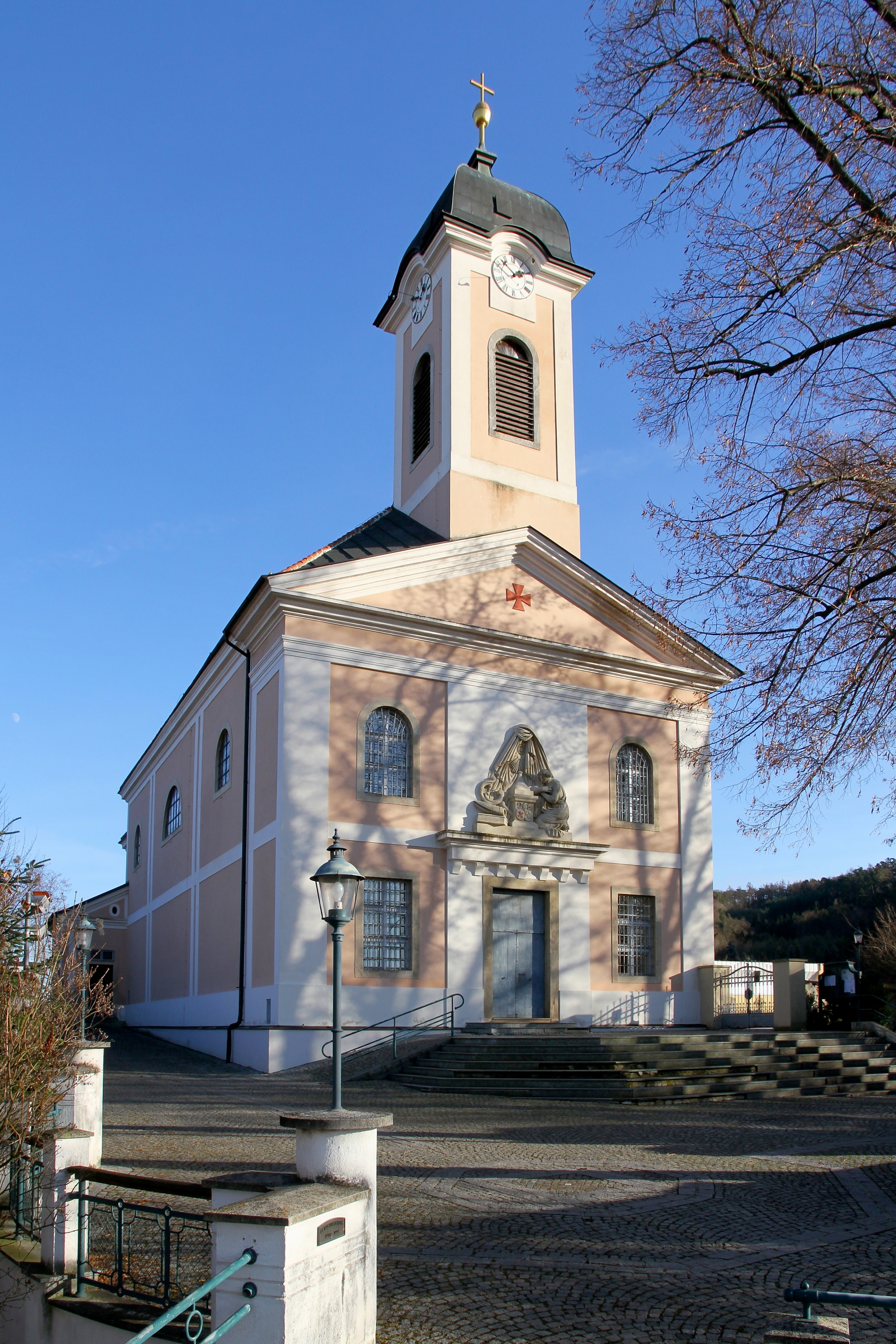
Pfarrkirche Reidling

- Katholische Pfarrkirche Reidling hl. Jakobus der Ältere: Ein Anfang der 1800er Jahre errichteter klassizistischer Sakralbau
- Der Korkenzieher: Ein 2006 eröffneter 15 Meter hoher Aussichtsturm bei Ahrenberg[5]
- Der Sitzenberger Schlossteich befindet sich in Sitzenberg südlich des Schlosses. Das südwestliche Ufer mit seinen Auwäldern ist vom Land Niederösterreich als Naturdenkmal ausgewiesen (vgl. Liste der Naturdenkmäler im Bezirk Tulln). Er dient auch der Karpfenzucht, rund um ihn verläuft ein Karpfen-Lehrpfad.

- 2004 wurde die Sommerspiele Schloss Sitzenberg auf Schloss Sitzenberg gegründet

### Vereine
Wichtige Vereine sind der Kulturverein Sitzenberg-Reidling, die Naturfreunde Sitzenberg-Reidling der Sportclub Sitzenberg-Reidling, die Sportunion Sitzenberg-Reidling Sektion Volleyball, die Landjugend Sitzenberg-Reidling, der Musikverein Sitzenberg-Reidling und die Dorfbühne Kunterbunt.

## Wirtschaft und Infrastruktur
Nichtlandwirtschaftliche Arbeitsstätten gab es im Jahr 2001 70, land- und forstwirtschaftliche Betriebe nach der Erhebung 1999 78. Die Zahl der Erwerbstätigen am Wohnort betrug nach der Volkszählung 2001 891. Die Erwerbsquote lag 2001 bei 48,04 Prozent.
Der Wirtschaftspark NÖ Zentral ist als interkommunales Betriebsgebiet mit einer derzeitigen Fläche von 16 ha situiert (31. Januar 2005).
Derzeit sind folgende Unternehmen im Betriebsgebiet ansässig: Grasl Pneumatic-Mechanik GmbH, VKF Renzel, Lebensmitteltechnik Keiblinger, Elektro-Eder, Weber GmbH, VBS Schön GmbH und Porzellanmanufaktur Reidling GmbH.
Weiters ist die Wiesbauer Gourmet Gastro GmbH sowie der Lebensmittelhersteller Spirulix in der Gemeinde vertreten.

### Öffentliche Einrichtungen
In der Gemeinde befinden sich drei Kindergärten.
Südlich des Pfarrhofes und östlich der Kirche ist die Volksschule Reidling situiert.

### Freiwillige Feuerwehren
Es gibt in Sitzenberg-Reidling vier Freiwillige Feuerwehren (Feuerwehr Hasendorf, Feuerwehr Reidling, Feuerwehr Sitzenberg und Feuerwehr Thallern). Sie gehören zum Feuerwehrunterabschnitt UA5 Sitzenberg-Reidling bzw. zum Feuerwehrabschnitt Atzenbrugg.

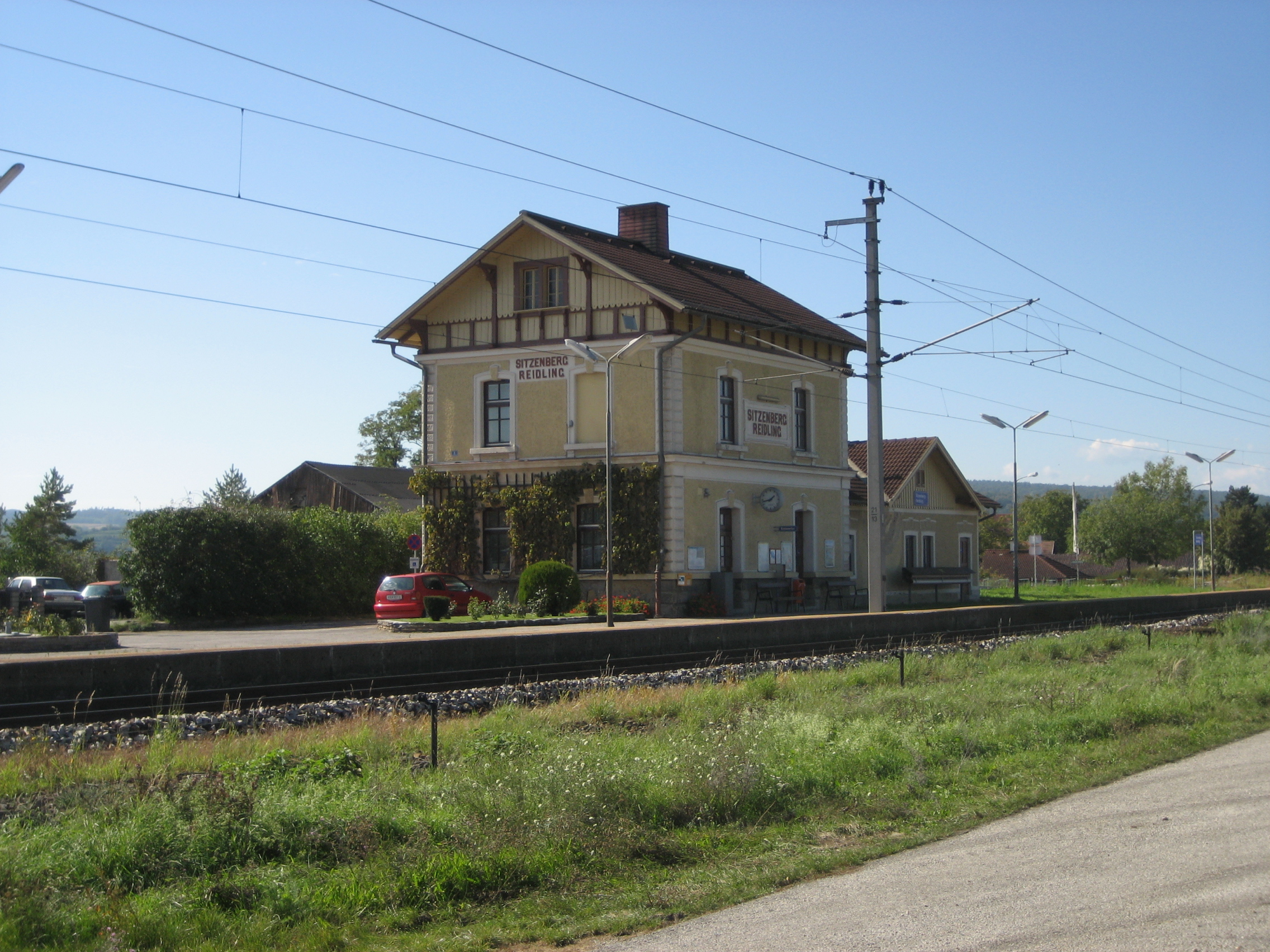
Bahnhof Sitzenberg-Reidling. (Bis 30. November 1891 Bahnhof Sitzenberg)

### Verkehr
Die Gemeinde verfügt über einen Bahnhof und ist an die Tullnerfelder Bahn angebunden. Das Bahnhofsgebäude und Gütermagazin wurde 1885 errichtet und zählt zu den historischen und denkmalgeschützten Bauwerken.

## Politik

### Gemeinderat
Der Gemeinderat hat 21 Mitglieder.
- Mit den Gemeinderatswahlen in Niederösterreich 1990 hatte der Gemeinderat folgende Verteilung: 13 ÖVP, 5 SPÖ und 1 Bürgerforum. (19 Mitglieder)
- Mit den Gemeinderatswahlen in Niederösterreich 1995 hatte der Gemeinderat folgende Verteilung: 11 ÖVP, 5 SPÖ und 3 Bürgerforum.[8]
- Mit den Gemeinderatswahlen in Niederösterreich 2000 hatte der Gemeinderat folgende Verteilung: 14 ÖVP und 5 SPÖ.[9]
- Mit den Gemeinderatswahlen in Niederösterreich 2005 hatte der Gemeinderat folgende Verteilung: 13 ÖVP und 6 SPÖ.[10]
- Mit den Gemeinderatswahlen in Niederösterreich 2010 hatte der Gemeinderat folgende Verteilung: 13 ÖVP und 6 SPÖ.[11] (19 Mitglieder)
- Mit den Gemeinderatswahlen in Niederösterreich 2015 hatte der Gemeinderat folgende Verteilung: 14 ÖVP, 6 SPÖ und 1 FPÖ.[12]
- Mit den Gemeinderatswahlen in Niederösterreich 2020 hat der Gemeinderat folgende Verteilung: 16 ÖVP, 4 SPÖ und 1 FPÖ.[13]
- Mit den Gemeinderatswahlen in Niederösterreich 2025 hat der Gemeinderat folgende Verteilung: 9 ÖVP, 6 WIR7 (Bürgerliste WIR7), 4 SPÖ und 2 FPÖ.[14]

### Bürgermeister
- von 2015 bis Juni 2021: Christoph Weber (ÖVP)[15]
- seit 2021 Erwin Häusler (ÖVP)[16][17]

Im Juni 2021 trat Christoph Weber als Bürgermeister zurück, die Amtsgeschäfte übernahm bis zur Neuwahl Vizebürgermeister Rainer Rabl (ÖVP).

### Wappen
Der Gemeinde wurde 1977 folgendes Wappen verliehen: Ein geviertelter Schild, oben rechts in Silber ein rotes Tatzenkreuz, oben links in Blau ein silbernes zweigeschossiges Schloßgebäude mit drei silbernen Türmen, unten rechts in Blau ein silberner rechtsaufwärtsschwimmender Fisch, unten links in Silber drei rote zueinander gewendete Rauten.

## Persönlichkeiten
An der Adresse Leopold-Figl-Platz 1 befindet sich das Stammhaus des österreichischen Politikers Leopold Figl.
Der Bibliothekar und Autor Gebhard König wurde 1950 im Ortsteil Ahrenberg geboren.
Der Anthropologe und nationalsozialistische Rassenhygieniker Bruno Kurt Schultz wurde 1901 in Sitzenberg geboren.
Der Fußballspieler Patrick Wimmer stammt aus dem Ortsteil Baumgarten.